# سسنا ۴۲۵
سسنا ۴۲۵ (به انگلیسی: Cessna 425) یک هواگرد ساختِ کارخانهٔ سسنا در کشور ایالات متحده آمریکا است که در نوامبر ۱۹۸۰ تا ۱۹۸۶ ساخته شد. این هواگرد برای نخستین بار در ۱۲ سپتامبر ۱۹۷۸ میلادی مورد استفاده قرار گرفت.